# Dianemobius furumagiensis
Dianemobius furumagiensis är en insektsart som först beskrevs av Ohmachi och Furukawa 1929.  Dianemobius furumagiensis ingår i släktet Dianemobius och familjen syrsor. Inga underarter finns listade i Catalogue of Life.